# The Spoilt Child (film 1909)
The Spoilt Child è un cortometraggio muto del 1909 diretto da Lewin Fitzhamon.

## Produzione
Il film fu prodotto dalla Hepworth. Nel 1904, la compagnia aveva già prodotto, sempre diretto da Fitzhamon, un altro cortometraggio dallo stesso titolo.

## Distribuzione
Distribuito dalla Hepworth, il film - un cortometraggio di 76,2 metri - uscì nelle sale cinematografiche britanniche nel febbraio 1909.
Si conoscono pochi dati del film che, prodotto dalla Hepworth, fu distrutto nel 1924 dallo stesso produttore, Cecil M. Hepworth. Fallito, in gravissime difficoltà finanziarie, il produttore pensò in questo modo di poter almeno recuperare il nitrato d'argento della pellicola.